# Roger Sessions
Roger Sessions (New York, 28 dicembre 1896 – Princeton, 16 marzo 1985) è stato un compositore e critico musicale statunitense.

## Biografia
Bambino prodigio, a soli 14 anni fu ammesso all'Università Harvard  dove scrisse per l'Harvard Musical Review. Laureatosi a 18 anni, si perfezionò a Yale sotto la guida di Horatio Parker ed Ernest Bloch, prima di ricoprire il ruolo di insegnante allo Smith College. In Europa, a cavallo degli anni venti e trenta, compose le sue prime opere importanti, entrando in contatto, tra gli altri, con Alfredo Casella e Gian Francesco Malipiero.
Fece ritorno negli USA nel 1933, insegnando storia della musica a Princeton, dove lavorò fino alla pensione, nel 1965. Tuttavia continuò la sua attività di docente part-time presso la Juilliard School.
Vinse per due volte (1974 e 1982) il Premio Pulitzer.
Tra i suoi allievi si annoverano Milton Babbitt, David Diamond, John Harbison, David Del Tredici, Richard Aaker Trythall ed Ellen Zwillich.

## Lo stile
Le composizioni degli anni venti e trenta si possono ascrivere allo stile neoclassico; dagli anni trenta in poi, pur rimanendo in ambito tonale, la sua musica diviene armonicamente più complessa. Dal 1953 (anno in cui fu scritta la Sonata per violino ) Sessions adottò quasi integralmente la scrittura seriale.

## Opere

### Opere liriche
- The Trial of Lucullus, opera in un atto (1947)
- Montezuma, opera in tre atti (1963) al Staatsoper Unter den Linden di Berlino con Martti Talvela

### Musica sinfonica
- Sinfonia n.1 (1927)
- The Black Maskers, suite per orchestra (1928)
- Concerto per violino e orchestra (1935)
- Sinfonia n.2 (1946)
- Concerto per pianoforte e orchestra (1956)
- Sinfonia n.3 (1957)
- Sinfonia n.4 (1958)
- Divertimento per orchestra (1959)
- Sinfonia n.5 (1964)
- Sinfonia n.6 (1966)
- Sinfonia n.7 (1967)
- Sinfonia n.8 (1968)
- Rapsodia per orchestra (1970)
- Concerto per violino, violoncello e orchestra (1971)
- Sinfonia n.9 (1978)
- Concerto per orchestra (1981)

### Musica da camera
- Sonata per pianoforte n.1 (1930)
- Sonata per pianoforte n.2 (1946)
- Sonata per violino solo (1953)
- Quintetto per archi (1958)
- Sonata per pianoforte n.3 (1965)
- Duo per violino e violoncello (incompiuto) (1981)